# Moneta 2 euro
2 euro – najwyższy nominał euro w monecie używany przez kraje strefy euro, jak i kraje nienależące do wspomnianej strefy, lecz używające waluty jako swoją własną. Strona z nominałem (według prawodawstwa Unii Europejskiej zwana awersem) jest identyczna w całej Unii Europejskiej, zaś strona narodowa (według prawodawstwa Unii Europejskiej zwana rewersem) jest inna w każdym z państw.
Wybijane są również okolicznościowe 2 euro z odmiennym rewersem, zarówno indywidualnie przez każde państwo jak i wspólnie przez całą strefę euro.

## Strony narodowe monet euro
- andorskie monety euro
- austriackie monety euro
- belgijskie monety euro
- chorwackie monety euro
- cypryjskie monety euro
- estońskie monety euro
- fińskie monety euro
- francuskie monety euro
- greckie monety euro
- hiszpańskie monety euro
- holenderskie monety euro
- irlandzkie monety euro
- litewskie monety euro
- luksemburskie monety euro
- łotewskie monety euro
- maltańskie monety euro
- monakijskie monety euro
- niemieckie monety euro
- portugalskie monety euro
- sanmaryńskie monety euro
- słowackie monety euro
- słoweńskie monety euro
- watykańskie monety euro
- włoskie monety euro